# Kim Min-suk
Dans ce nom coréen, le nom de famille, Kim, précède le nom personnel.
Kim Min-suk est un réalisateur, scénariste et producteur coréen.

## Filmographie

### En tant que réalisateur
- 2010 : Haunters (초능력자)

### En tant que scénariste
- 2008 : Le Bon, la Brute et le Cinglé (좋은 놈, 나쁜 놈, 이상한 놈) de Kim Jee-woon
- 2010 : Haunters (초능력자) de lui-même

### En tant que producteur
- 2005 : A Bittersweet Life (달콤한 인생) de Kim Jee-woon
- 2006 : The Host (괴물) de Bong Joon-ho
- 2008 : Take Off (국가대표) de Kim Yong-hwa